# Рикеттс, Донован
До́нован Ри́кеттс (англ. Donovan Ricketts; родился 7 июня 1977 года в Монтего-Бей, Ямайка) — ямайский футболист, вратарь. Выступал в сборной Ямайки. Участник чемпионата мира 1998 года.

## Карьера

### Высшая школа и колледж
Рикеттс учился в колледже Корнуолла и выступал за команду высшей школы в кубке Дакоста. После окончания обучения он выступал за ямайские футбольные клубы «Уадада» и «Вилледж Юнайтед» до тех пор, пока в 2004 году не перебрался в английский «Болтон».

### «Болтон» и аренда в «Брэдфорд Сити»
Заключив контракт с «рысаками», Донован так и не сыграл за них ни одной минуты, сразу отправившись набираться опыта в годовую аренду в «Брэдфорд Сити». Почти весь сезон Рикеттс провёл на скамейке запасных в роли дублёра основного вратаря «петухов», австралийца Пола Хендерсона. Дебют Донована состоялся в апреле 2005 года, после чего он сыграл в ещё четырёх играх. По окончании сезона Хендерсон ушёл в «Лестер», а «Брэдфорд» выкупил трансфер Рикеттса у «Болтона», и Донован стал основным вратарём, подписав двухгодичный контракт.
В сезоне 2005/06 из-за перелома ноги Рикеттс пропустил 9 матчей и проиграл конкуренцию в основе Расселлу Хауарту. Но восстановившись после травмы, Донован вернул себе место основного вратаря, а сезон 2006/07 провёл вообще без замен.
Начало сезона вышло неудачным для Рикеттса — он долго не мог набрать форму, но травма плеча арендованного у «Блэкпула» Риса Эванса, позволила Доновану вернуться в основу. Следующие 13 матчей он отыграл без замен.
В январе 2008 Рикеттс договорился о переходе в «КПР», и в игре против «Шрусбери» его заменил арендованный у «Уотфорда» Скотт Лоуч, но переход в стан «рейнждеров» сорвался из-за отказа в разрешении на работу. Несмотря на то, что Донован остался в клубе, его место было занято Лоучем, который своей игрой доказал право выходить в основе и сыграл во всех матчах до момента окончания срока своей аренды.
В марте 2008 года Донован вернулся в расположение команды после выступления за национальную сборную. В аэропорту Хитроу, он был задержан сотрудниками иммиграционной службы из-за отсутствия необходимых документов и депортирован обратно. «Брэдфорд» тоже получил отказ при повторной подаче документов, и Рикеттс был вынужден вернуться на родину. Для поддержания формы он тренировался с молодёжной сборной Ямайки.

### «Вилледж Юнайтед»
Проведя всё лето в тренировках и выступлениях за национальную сборную, Донован принял решение вернуться в свой бывший клуб «Вилледж Юнайтед». Он сыграл за новую команду 5 матчей, после чего принял приглашение американского «Лос-Анджелес Гэлакси».

### «Лос-Анджелес Гэлакси»
23 декабря 2008 года руководство «Лос-Анджелес Гэлакси» объявило о подписании контракта с Рикеттсом. Несмотря на то, что интерес к ямайскому вратарю проявлял ещё и «Торонто», Донован решил выбрать «Гэлакси» после общения с партнёром по сборной Тайроном Маршаллом, который выступал в обоих клубах.
Рикеттс провёл успешный сезон 2009, в котором помог команде добраться до финала Кубка MLS. В финале против «Реал Солт-Лейк» Донован получил травму и был заменён на резервного вратаря Джоша Сондерса. Несмотря на то, что дублёр не имел игровой практики, он уверенно отстоял оставшееся время, но «Реал» всё же одержал победу в серии послематчевых пенальти.
В следующем сезоне Донован показал очень уверенную игру, и по итогам года он был удостоен звания Лучшего вратаря MLS.
В сезоне 2011 из-за травмы Рикеттс не принял участия в большей половине матчей команды. А «Лос-Анджелес Гэлакси» выиграл Кубок MLS.

### «Монреаль Импакт»
28 ноября 2011 года «Монреаль Импакт» выкупил трансфер Рикеттса у «Лос-Анджелес Гэлакси». Донован был защищён от драфта, так как настаивал на приобретении клубом своего трансферного листа.

### «Портленд Тимберс»
7 августа 2012 года Донован был обменян в «Портленд Тимберс» на американского ветерана Троя Перкинса. 16 августа в матче против «Торонто» вратарь дебютировал в новом клубе.

### «Орландо Сити»
10 декабря 2014 года на Драфте расширения MLS Рикеттс был выбран под первым номером клубом «Орландо Сити».

### Возвращение в «Лос-Анджелес Гэлакси»
30 июля 2015 года Рикеттс был обменян в «Лос-Анджелес Гэлакси» на пик второго раунда Супердрафта MLS 2016. По окончании сезона клуб не стал продлевать договор с игроком.

### «Талса Рафнекс»
В начале 2017 года после годичного перерыва Рикеттс возобновил карьеру, присоединившись к клубу United Soccer League «Талса Рафнекс» в качестве играющего тренера.

## Международная карьера
Рикеттс — участник Чемпионата мира во Франции в составе сборной Ямайки. На турнир Донован поехал в качестве запасного вратаря и не принял участия ни в одном матче. Он является одним из ветеранов «Рэгги бойз» и одним из немногих легионеров, которые выступают на высоком уровне.
В 2006 году в товарищеском матче против сборной Англии, Донован вывел свою сборную на поле в роли капитана.

## Достижения
Командные
 «Лос-Анджелес Гэлакси»
- Кубок MLS — 2011
- Supporters’ Shield — 2010, 2011

Индивидупальные
 «Лос-Анджелес Гэлакси»
- Вратарь года в MLS — 2010

 «Портленд Тимберс»
- Вратарь года в MLS — 2013[14]